# Phytocoris ulmi
Phytocoris ulmi är en insektsart som först beskrevs av Carl von Linné 1758.  Phytocoris ulmi ingår i släktet Phytocoris och familjen ängsskinnbaggar. Arten är reproducerande i Sverige. Inga underarter finns listade i Catalogue of Life.

## Bildgalleri

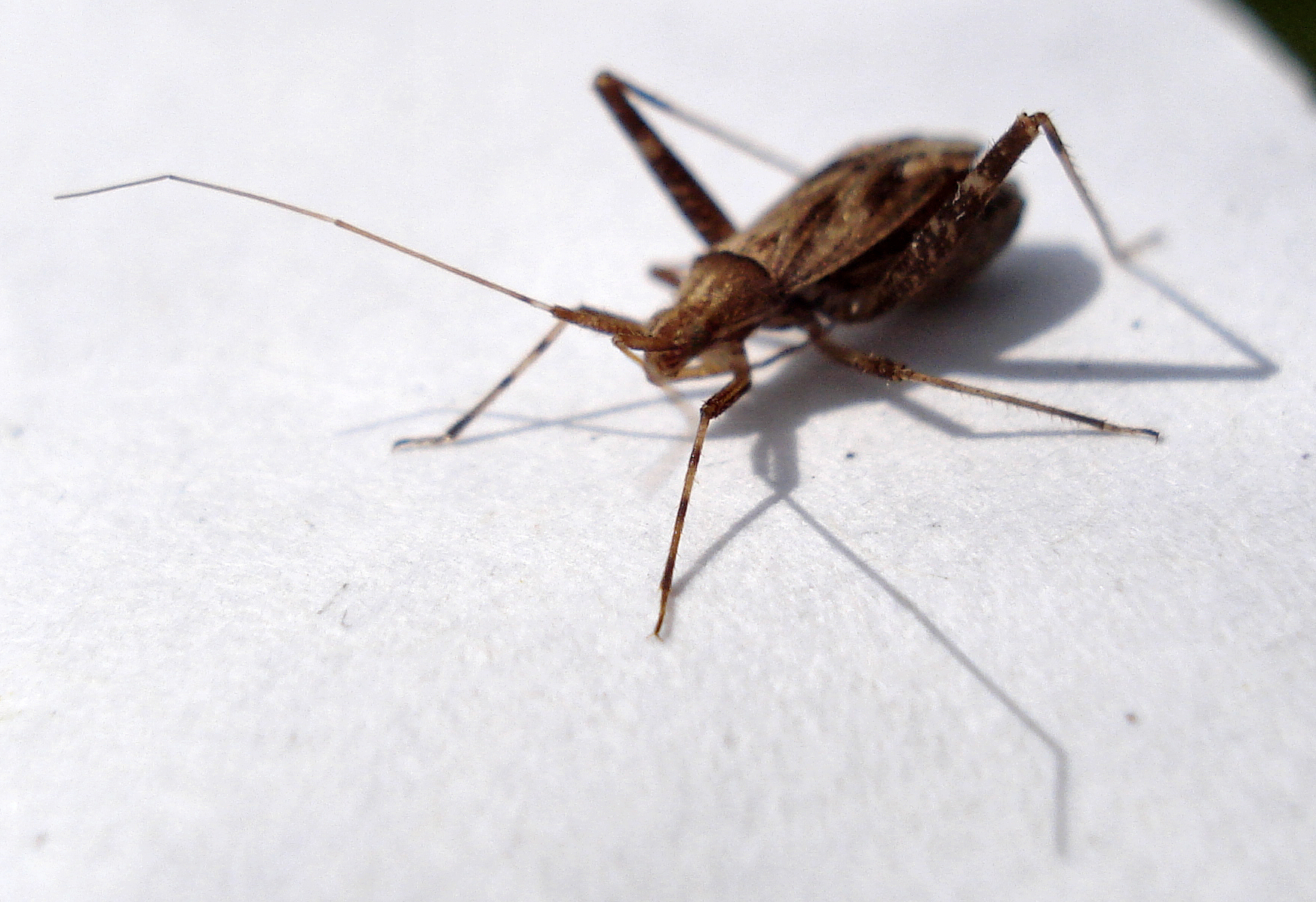
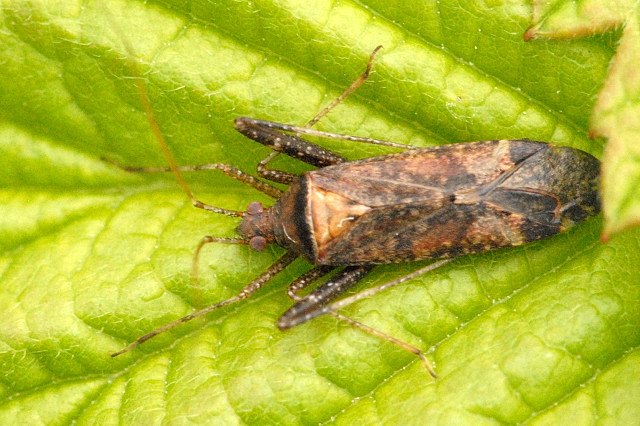